# Hans D. Bornhauser
Hans Dieter « Barny » Bornhauser (né le 13 octobre 1941, mort le 1er février 2016 à Reutlingen) est un producteur, réalisateur, scénariste et acteur allemand.

## Biographie
Hans Dieter Bornhauser est d'abord promoteur immobilier et agent immobilier et fonde en 1964 la société Bornhauser Immobilien und Wohnbau Reutlingen. L'entreprise existe toujours aujourd'hui et est dirigée par sa descendance.
Hans Dieter Bornhauser fonde Barny Filmproduktion GmbH et Verlag Bornhauser GmbH à Reutlingen au début des années 1970 et produit plusieurs films érotiques, dans lesquels il est généralement non seulement responsable de la réalisation, du scénario et de la production, mais tient également lui-même de petits rôles de figuration. Pourtant, en 1974, Bornhauser réalise le dernier film de ce genre. En 1977, il s'essaie au thriller d'espionnage Natascha – Todesgrüße aus Moskau à propos d'un enlèvement planifié de Brejnev, avec Manuela Riva, dans lequel on peut également voir beaucoup de corps nus.
Le film Bazillen Ede, produit par Bornhauser, ne trouve aucun distributeur. Son film Menschen in einer anderen Dimension n'a pas non plus de distribution en salles et sort en VHS sous le titre Hypnos.
Dans les années 1980, Bornhauser, en tant que « psychologue scientifique praticien », écrit des livres de non-fiction Wenn das so ist, habe ich keine Angst mehr (1984) et Dem Schicksal entkommen (1985).
Il célèbre ses noces d'or avec son épouse Lieselotte Paul en 2014.

## Filmographie
- 1972 : Les Dragueuses (réalisation : Franz Marischka)
- 1972 : Filles en chaleur
- 1973 : Ah ! Ces filles des maisons closes !
- 1973 : Sally, chaude comme un volcan
- 1973 : Les Allongées (réalisation : Franz Marischka)
- 1974 : Parties de plaisir
- 1974 : L'Amour sauvage au Tyrol
- 1977 : Natascha - Todesgrüße aus Moskau